# حدئي وجوه مبتور
في الهندسة الرياضية، حدئي الوجوه المبتور (بالإنجليزية: Truncated Trapezohedron) أو حدئي الوجوه المبتور النوني الأضلاع (بالإنجليزية: n-gonal Truncated Trapezohedron) مُتعدِّد وجوه مُحدَّب له قاعدتان نونيتَا الأضلاع، وعدد من الوجوه المُخمَّسة، لو كانت قاعدتا الحدئي مثلثتان، وُصِف بأنه مُثلَّث، ولو كانت مربعتان، ووصف بأنه مُربع وهكذا ...
يُنشَئ حدئي الوجوه المبتور ببتر رأسي حدئي وجوه تناظرًا بمستوٍ عمودي على محوره القطبي.
ما خلا حدئي الوجوه المثلث المبتور، تقع رؤوس الحدئي المبتور في أربع مستويات متوازية، وهي تتناوب فيما بينها لتُكوِّن الأوجه الجانبية، وهي مخمَّسات تقع رؤسها في 3 من المستويات الأربعة.
اثنا عشري الوجوه المُنتظَم هو أشهر أشكال حدئي الوجوه المبتور، له 12 وجهًا متطابقًا هي 12 مُخمَّسا منتظمًا، وهو أحد المُجسَّمات الأفلاطونية.
يتصل كل رأس في حدئي الوجوه المبتور مع ثلاثة وجوه. وهذا يعني أن وجوه ثنويه، وهو  ثنائي الهرم المُطال بالبرم، ستكون كلها مُثلَّثة. مثلاً عشروني الوجوه هو ثنوي 
اثنا عشري الوجوه.

## الأشكال
| حدئي وجوه مُثلَّث مبتور                                                                | حدئي وجوه مُربَّع مبتور                                              | حدئي وجوه مُخمَّس مبتور (اثنا عشري وجوه منتظم)                     | حدئي وجوه مُسدَّس مبتور                                            |
| ----------------------------------------------------------------------------------- | ----------------------------------------------------------------- | --------------------------------------------------------------- | --------------------------------------------------------------- |
|                                                                                     |                                                                   |                                                                 |                                                                 |
| (Dürer's solid) – 6 مُخمَّسات، 2 مثلثين اثنين، ثنويه ثنائي الهرم المُثلَّث المُطال بالبرم. | – 8 مُخمَّسات، مربعين اثنين، ثنويه ثنائي الهرم المُربَّع المُطال بالبرم. | 12 مُخمَّسًا، ثنويه عشروني وجوه (ثنائي الهرم المُخمَّس المطال بالبرم). | 12 مُخمَّسًا، مسدسين اثنين، ثنويه ثنائي الهرم المُسدَّس المُطال بالبرم. |

يُمكن تعميم ما سبق بالشكل التالي: وجوه الحدئي المبتور النوني هي: 2n مُخمَّسًا ومضلعين نونيين، وثنويه هو ثنائي الهرم النوني المُطال بالبرم.